# Comté de Brewarrina
Le comté de Brewarrina (en anglais : Brewarrina Shire) est une zone d'administration locale située dans l'État de Nouvelle-Galles du Sud en Australie.

## Géographie
Le comté s'étend sur 19 188 km2 dans la région d'Orana au nord-est de la Nouvelle-Galles du Sud et est frontalier du Queensland au nord. Il est traversé par la rivière Darling. C'est une région d'élevage de moutons et de culture de coton. 
Il comprend les localités de Brewarrina, Angledoo, Gongolgon, Goodooga, ainsi que Tarcoon, une ville fantôme.

## Histoire
Le comté a été créé en 1901.

## Démographie
La population s'élevait à 2 056 habitants en 2001 et à 1 651 habitants en 2016.

## Politique et administration
Le comté est administré par un conseil de neuf membres élus pour un mandat de quatre ans, qui à leur tour élisent le maire pour deux ans. À la suite des élections du 4 décembre 2021, le conseil est formé de huit indépendants et un vert.

### Liste des maires
| Période         | Période      | Identité           | Étiquette    | Qualité |
| --------------- | ------------ | ------------------ | ------------ | ------- |
| septembre 2016  | janvier 2022 | Phillip O'Connor   | Indépendant  |         |
| 10 janvier 2022 | en fonction  | Vivian Slack-Smith | Indépendante |         |